# Юаса, Ёсико
Юаса Ёсико (яп. 湯浅 芳子 Yuasa Yoshiko, 7 декабря 1896 — 24 октября 1990) — японская специалистка по русскому языку, переводчица

 русской литературы.

## Биография
Уроженка Киото Юаса была одной из первых сторонниц феминистского движения в Японии позднего периода Тайсё и раннего Сёва. Перебравшись в Токио, была вовлечена в левые политические движения.
В молодости Юаса состояла в длительных отношениях с женщинами. Одну из них она выкупила из окия и помогла стать учительницей музыки. Когда та от неё ушла, Юаса сблизилась с единомышленницей — представительницей женского движения и ведущей писательницы течения пролетарской литературы Юрико Тюдзё.
В 1924 году, после развода Тюдзё с мужем, две женщины стали жить вместе, а в 1927—1930 годах вместе отправились в СССР, где изучали русский язык и русскую литературу и сдружились с советскими деятелями культуры, включая кинорежиссёра Сергея Эйзенштейна. Юаса также посещала Московский университет. После их возвращения в Японию и брака Тюдзё с пролетарским писателем и деятелем Коммунистической партии Японии Кэндзи Миямото Юаса больше не вступала в романтические отношения с женщинами.
Юаса продолжила свою работу по переводу русских авторов, в том числе Максима Горького, Антона Чехова, Фёдора Достоевского и Самуила Маршака. Среди наиболее известных её переводов — «Вишнёвый сад» Чехова и «Детство» Максима Горького. В течение одного года с декабря 1947 года она также была главным редактором издания «Женская демократическая газета». Юаса умерла в 1990 году, и её могила находится в Токэй-дзи, храме в Камакуре.

## Наследие
После её смерти была учреждена премия Юасы Ёсико за лучший перевод иностранного сценического спектакля на японский язык.
Драматический фильм 2011 года «Юрико, до свидания» (Yuriko, Dasvidaniya), описывающий короткий период из жизни и взаимоотношений Ёсико Юасы и Юрико Тюдзё в 1924 году. Лента основана на двух автобиографических романах Юрико («Нобуко» и «Футацу но нива») и научно-популярном романе Хитоми Савабэ (Yuriko, dasuvidaniya: Yuasa Yoshiko no seishun).